# Микалентная бумага
Микалентная бумага (от микалента + бумага) — длинноволокнистая хлопковая бумага, обладающая особой прочностью (особенно на разрыв в продольном направлении). 

## Использование
Микалентная бумага является одной из немногих разновидностей электроизоляционных бумаг, которые производят не из целлюлозы, а из длинноволокнистого хлопка. 
Микалентная бумага применяется для изготовления клееной слюдяной изоляции — микаленты, от которой и получила своё название. Микалента, в свою очередь, используется для обмоток электродвигателей. Для достижения ровной и плотной намотки микалента должна отличаться гибкостью и обладать большой механической прочностью, чтобы без разрыва выдерживать натяжение, применяемое при изолировании секций. Это свойство достигается использованием микалентной бумаги.
Помимо этого, микалентная бумага используется при проведении реставрации картин и библиотечных фондов, во время транспортировки произведений искусства, для архивации и хранения ценных документов и фолиантов, при археологических раскопках, а также в авиамоделестроении и при изготовлении печатных плат.